# Ligas Regionales de Fútbol del Perú
Las Ligas Regionales de Fútbol fueron un sistema de ligas que en su conjunto componían la etapa regional de la Copa Perú. Estaban un escalón por encima de las Ligas Departamentales (que formaban la etapa departamental) y uno por debajo de la etapa nacional. Fueron introducidas por primera vez en la edición 1975 y se usaron por última vez en la Copa Perú 2014. Desde su creación hasta 2003, cada liga clasificaba a su respectivo campeón a la etapa nacional; de 2004 hasta el 2014 también se clasificaron los subcampeones.

## Historia
Cada «región» estaba integrada por un número irregular de Ligas Departamentales y estaba identificada por un número romano que iba desde la «Región I» hasta la «Región VIII».
La siguiente es una lista que muestra cada liga regional con sus respectivas ligas departamentales entre 1998 y 2003. 
| Regiones    | Ligas Departamentales integrantes (1998-2003) |
| ----------- | --------------------------------------------- |
| Región I    | Amazonas, Lambayeque, Piura, Tumbes           |
| Región II   | Áncash, Cajamarca, La Libertad                |
| Región III  | Loreto, San Martín, Ucayali                   |
| Región IV   | Provincia del Callao, Ica, Lima               |
| Región V    | Huánuco, Junín, Pasco                         |
| Región VI   | Apurímac, Ayacucho, Huancavelica              |
| Región VII  | Cusco, Madre de Dios, Puno                    |
| Región VIII | Arequipa, Moquegua, Tacna                     |

### Cambios de 2004, 2005, 2006 y 2008
Para la temporada 2004 las ligas regionales sufrieron un cambio de orden en su denominación y de miembros. La Región III, hasta ese entonces formada por las ligas departamentales de Loreto, San Martín y Ucayali pasó a estar integrada por Huánuco, Junín y Pasco. Ica se unió a Ayacucho y Huancavelica (ambos de la Región VI) para formar la nueva Región IV. El cambio más drástico lo sufrieron Lima, la Provincial del Callao, Loreto y Ucayali quienes fueron integrados juntos en la Región V, mientras que San Martín se unió a la Región II.  La Segunda División pasó a integrar la Región VI, mientras que Apurímac se unió a los miembros de la exregión VII para formar la nueva Región III. Finalmente, la exregión VIII se mantuvo intacta pero fue renombrada como Región VII.
Para la temporada 2005 se volvieron a introducir nuevos cambios en la conformación y denominación de las regiones. La Región III y la VI intercambiaron denominación, también lo hicieron las regiones V y la IV.
| Regiones    | Ligas Departamentales integrantes (2004)    |
| ----------- | ------------------------------------------- |
| Región I    | Amazonas, Lambayeque, Piura, Tumbes         |
| Región II   | Áncash, Cajamarca, La Libertad, San Martín  |
| Región III  | Huánuco, Junín, Pasco                       |
| Región IV   | Ica, Ayacucho, Huancavelica                 |
| Región V    | Provincia del Callao, Loreto, Lima, Ucayali |
| Región VI   | Segunda División Peruana                    |
| Región VII  | Arequipa, Moquegua, Tacna                   |
| Región VIII | Apurímac, Cusco, Madre de Dios, Puno        |

| Regiones    | Ligas Departamentales integrantes (2005)    |
| ----------- | ------------------------------------------- |
| Región I    | Amazonas, Lambayeque, Piura, Tumbes         |
| Región II   | Áncash, Cajamarca, La Libertad, San Martín  |
| Región III  | Segunda División Peruana                    |
| Región IV   | Provincia del Callao, Loreto, Lima, Ucayali |
| Región V    | Ica, Ayacucho, Huancavelica                 |
| Región VI   | Huánuco, Junín, Pasco                       |
| Región VII  | Arequipa, Moquegua, Tacna                   |
| Región VIII | Apurímac, Cusco, Madre de Dios, Puno        |

Para la temporada 2006, la Región III paso a estar formada por Loreto y Ucayali, la Región IV quedó por tanto compuesta solo por Lima y la Provincia Constitucional del Callao.
Para la temporada 2008, las regiones V y VI intercambiaron denominación. 
| Regiones    | Ligas Departamentales integrantes (2006)   |
| ----------- | ------------------------------------------ |
| Región I    | Amazonas, Lambayeque, Piura, Tumbes        |
| Región II   | Áncash, Cajamarca, La Libertad, San Martín |
| Región III  | Loreto, Ucayali                            |
| Región IV   | Provincia del Callao, Lima                 |
| Región V    | Ica, Ayacucho, Huancavelica                |
| Región VI   | Huánuco, Junín, Pasco                      |
| Región VII  | Arequipa, Moquegua, Tacna                  |
| Región VIII | Apurímac, Cusco, Madre de Dios, Puno       |

| Regiones    | Ligas Departamentales integrantes (2008-14) |
| ----------- | ------------------------------------------- |
| Región I    | Amazonas, Lambayeque, Piura, Tumbes         |
| Región II   | Áncash, Cajamarca, La Libertad, San Martín  |
| Región III  | Loreto, Ucayali                             |
| Región IV   | Provincia del Callao, Lima                  |
| Región V    | Huánuco, Junín, Pasco                       |
| Región VI   | Ica, Ayacucho, Huancavelica                 |
| Región VII  | Arequipa, Moquegua, Tacna                   |
| Región VIII | Apurímac, Cusco, Madre de Dios, Puno        |

## Lista de campeones

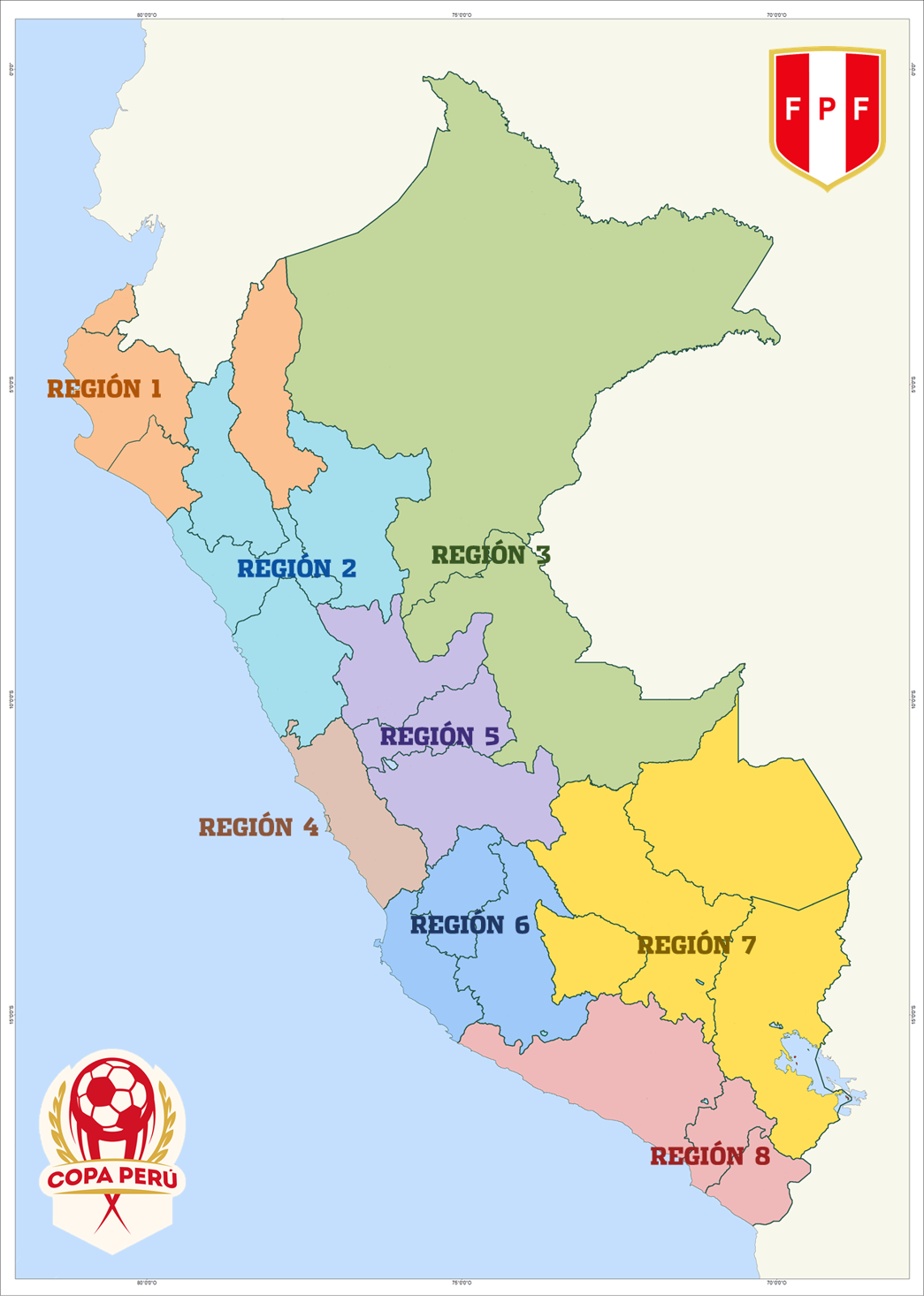
Mapa Regional de la Copa Perú hasta el 2014.

A continuación se muestra una lista de los clubes que alguna vez se coronaron campeones de alguna liga regional.
| negrita | Campeón de la Copa Perú (por tanto ascendido a Primera División) |
| cursiva | Subcampeón de la Copa Perú, ascendido a Primera División         |

| Año\Región | Región I                    | Región II                             | Región III          | Región IV             | Región V                   | Región VI         | Región VII                    | Región VIII                  |
| ---------- | --------------------------- | ------------------------------------- | ------------------- | --------------------- | -------------------------- | ----------------- | ----------------------------- | ---------------------------- |
| 1998       | IMI                         | UTC                                   | CNI                 | Telefunken 20         | Hidro                      | U. Grauina        | A. Ugarte                     | Bolognesi                    |
| 1999       | Dep. Pomalca                | UPAO                                  | El Tumi             | Est. de Medicina      | Municipal                  | DEA               | A. Ugarte (2)                 | Bolognesi (2)                |
| 2000       | Atl. Grau                   | S. Áncash                             | San Juan            | Est. de Medicina (2)  | León                       | Kola Real         | D. Garcilaso                  | Bolognesi (3)                |
| 2001       | Atl. Grau (2)               | UCV                                   | UNU                 | Somos Aduanas         | León (2)                   | DEA (2)           | A. Ugarte (3)                 | Bolognesi (4)                |
| 2002       | Atl. Grau (3)               | UCV (2)                               | CNI (2)             | Juv. Torre Blanca     | León (3)                   | UDA               | Senati (C)                    | Atl. Univ.                   |
| 2003       | Flamengo                    | UCV (3)                               | UNAP                | A. Valdelomar         | Echa Muni                  | DEA (3)           | D. Garcilaso (2)              | Enersur                      |
| Año\Región | Región I                    | Región II                             | Región V            | Región IV             | Región III                 | Región VI         | Región VIII                   | Región VII                   |
| 2004       | Flamengo (2) UdCH           | S. Áncash (2)                         | UNAP (2)            | San José              | Echa Muni (2)              | S. Olímpico       | F. San Román                  | Senati (A)                   |
| Año\Región | Región I                    | Región II                             | Región IV           | Región V              | Región VI                  | Región III        | Región VIII                   | Región VII                   |
| 2005       | Olimpia                     | UTC (2)                               | CNI (3) Atl. Minero | A. Valdelomar (2)     | Universitario (Y)          | Telefunken 20 (2) | DEA (4)                       | Atl. Mollendo Senati (A) (2) |
| Año\Región | Región I                    | Región II                             | Región III          | Región V              | Región VI                  | Región IV         | Región VIII                   | Región VII                   |
| 2006       | Juan Aurich                 | ADA S. Vallejo                        | CNI (4)             | S. Victoria           | León (4)                   | Jesús del Valle   | UANCV                         | Total Clean                  |
| 2007       | Juan Aurich (2)             | S. Vallejo (2) U. Tarapoto            | UNU (2)             | S. Victoria (2)       | S. Águila                  | Coo. Bolognesi    | D. Garcilaso (3)              | IDUNSA                       |
| Año\Región | Región I                    | Región II                             | Región III          | Región VI             | Región V                   | Región IV         | Región VIII                   | Región VII                   |
| 2008       | Atl. Torino                 | Def. Porvenir Comerciantes U.         | CNI (5)             | Municipal S. Huamanga | S. Huancayo A. Univ.       | ICV               | Diablos Rojos                 | Cobresol                     |
| 2009       | San José                    | C. A. Manucci                         | UNAP (3)            | Frobel                | A. Univ. (2)               | DIM               | JMA                           | U. Minas                     |
| 2010       | Atl. Grau (4) San José (2)  | U. Comercio Comerciantes U. (2)       | Atl. Pucallpa       | S. Victoria (3)       | ADT                        | Géminis           | A. Unicachi                   | S. Huracán                   |
| 2011       | Los Caimanes                | UTC (3)                               | UNU (3)             | D. Zarumilla          | A. Univ. (3)               | Pacífico          | F. San Román (2)              | S. Huracán (2)               |
| 2012       | S. Pizarro A. A. Nobel      | UTC (4) Juv. Bellavista               | Alianza Cristiana   | S. Victoria (4)       | Juv. Ticlayán              | Walter Ormeño     | Binacional                    | S. Huracán (3)               |
| 2013       | Chulucanas Willy Serrato    | C. A. Manucci (2) Comerciantes U. (3) | Sport Loreto        | San Ignacio           | A. Ponce ECOSEM            | Unión Huaral      | Binacional (2) U. F. Minera   | San Simón Saetas de Oro      |
| 2014       | Cristal Tumbes D. La Bocana | S. Rosario S. Chavelines              | Sport Loreto (2)    | D. Zarumilla (2)      | S. Águila (2) U. Pichanaki | Aurora Chancayllo | U. A. Huarca U. F. Minera (2) | S. Cariocos                  |

1. ↑  Para la temporada 2004, la Liga Departamental de San Martín se une a la Región II
2. ↑  Para 2004, San Martín deja la región III; Loreto y Ucayali se unen a Lima y Callao en la Región V
3. ↑  Con Lima y Callao uniéndose con Loreto y Ucayali en la región V,  Ayacucho y Huancavelica se unieron a Ica en la región IV para la temporada 2004
4. ↑  Para 2004, la región se renombró como Región III
5. ↑  Luego de que Ayacucho y Huancavelica se unieran a Ica en la región III, Apurimac quedó ubicado en la Región VIII. Por su parte la región VI pasó a ser ocupada por la Segunda División.
6. 1 2  La regiones VII y VIII intercambiaron de nombre
7. 1 2 3 4 5 6 7 8 9 10 11 12 13 14 15 16 17  Final no jugada, título compartido
8. 1 2  Las regiones IV y V intercambian nombre
9. 1 2  Para 2005, la regiones III y VI intercambiaron de nombre
10. ↑  José Gálvez, subcampeón de la Región II ganó la Copa Perú
11. ↑  Para 2006, Loreto y Ucayali son separados de Lima y Callao, y son ubicados en la Región III
12. ↑  Lima y Callao dejaron la región III y fueron ubicados en la nueva región IV ocupando el lugar que dejaba la Segunda División
13. 1 2  Las regiones V y VI intercambian nombre
14. ↑  León de Huánuco, subcampeón de la región V, ganó la Copa Perú
15. ↑  Real Garcilaso, subcampeón de la región VIII ganó la Copa Perú
16. ↑  Definido por sorteo

## Títulos por club
A continuación se muestra una lista con los clubes que consiguieron por lo menos dos títulos regionales. Además se muestran a los clubes que habiendo ganado un título regional (o ninguno) lograron ganar la Copa Perú. 
Se muestran en negrita los clubes campeones de la Copa Perú y los años en los que lo consiguieron.
| Club                                          | Títulos | Años                         |
| --------------------------------------------- | ------- | ---------------------------- |
| CNI de Iquitos (Loreto)                       | 5       | 1998, 2002, 2005, 2006, 2008 |
| UTC de Cajamarca (Cajamarca)                  | 4       | 1998, 2005, 2011, 2012       |
| Coronel Bolognesi (Tacna)                     | 4       | 1998, 1999, 2000, 2001       |
| Atlético Grau (Piura)                         | 4       | 2000, 2001, 2002, 2010       |
| Sport Victoria (Ica)                          | 4       | 2006, 2007, 2010, 2012       |
| León de Huánuco (Huánuco)                     | 4       | 2000, 2001, 2002, 2006       |
| Deportivo Educación de Abancay (Apurimac)     | 4       | 1999, 2001, 2003, 2005       |
| Uversidad César Vallejo (La Libertad)         | 3       | 2001, 2002, 2003             |
| Sportivo Huracán (Arequipa)                   | 3       | 2010, 2011, 2012             |
| Universidad Nacional de Ucayali (Ucayali)     | 3       | 2001, 2007, 2011             |
| Deportivo UNAP (Loreto)                       | 3       | 2003, 2004, 2009             |
| Alfonso Ugarte (Puno)                         | 3       | 1998, 1999, 2001             |
| Deportivo Garcilaso (Cusco)                   | 3       | 2000, 2003, 2007             |
| Alianza Universidad (Huánuco)                 | 3       | 2008, 2009, 2011             |
| Sport Áncash (Áncash)                         | 2       | 2000, 2004                   |
| Estudiantes de Medicina (Ica)                 | 2       | 1999, 2000                   |
| Juan Aurich (Lambayeque)                      | 2       | 2006, 2007                   |
| Flamengo F. C. (Lambayeque)                   | 2       | 2003, 2004                   |
| Echa Muni (Pasco)                             | 2       | 2003, 2004                   |
| Abraham Valdelomar (Ica)                      | 2       | 2003, 2005                   |
| Sport Vallejo (La Libertad)                   | 2       | 2006, 2007                   |
| San José (Tumbes)                             | 2       | 2009, 2010                   |
| Franciscano San Román (Puno)                  | 2       | 2004, 2011                   |
| Carlos A. Manucci (La Libertad)               | 2       | 2009, 2013                   |
| Deportivo Binacional (Puno)                   | 2       | 2012, 2013                   |
| Sport Loreto (Ucayali)                        | 2       | 2013, 2014                   |
| Defensor Zarumilla (Ica)                      | 2       | 2011, 2014                   |
| Sport Águila (Junín)                          | 2       | 2007, 2014                   |
| Unión Fuerza Minera (Puno)                    | 2       | 2013, 2014                   |
| Telefunken 20 (Lima)                          | 2       | 1998, 2005                   |
| IMI (Piura)                                   | 1       | 1998                         |
| UPAO (La Libertad)                            | 1       | 1999                         |
| Atlético Universidad (Arequipa)               | 1       | 2002                         |
| Sport Huancayo (Junín)                        | 1       | 2008                         |
| Unión Comercio (San Martín)                   | 1       | 2010                         |
| San Simón (Moquegua)                          | 1       | 2013                         |
| Deportivo Pomalca (Piura)                     | 1       | 1999                         |
| Universidad de Chiclayo (Lambayeque)          | 1       | 2004                         |
| Olimpia de La Unión (Piura)                   | 1       | 2005                         |
| Atlético Torino (Piura)                       | 1       | 2008                         |
| Los Caimanes (Lambayeque)                     | 1       | 2010                         |
| Sporting Pizarro (Tumbes)                     | 1       | 2012                         |
| Académicos Alfred Nobel (La Libertad)         | 1       | 2012                         |
| Unión Deportiva Chulucanas (Piura)            | 1       | 2013                         |
| Willy Serrato (Lambayeque)                    | 1       | 2013                         |
| Cristal Tumbes (Tumbes)                       | 1       | 2014                         |
| Defensor La Bocana (Piura)                    | 1       | 2014                         |
| Asociación Deportiva Agropecuaria (Cajamarca) | 1       | 2006                         |
| Unión Tarapoto (San Martín)                   | 1       | 2007                         |
| Defensor Porvenir (La Libertad)               | 1       | 2008                         |
| Juventud Bellavista (La Libertad)             | 1       | 2012                         |
| Sport Rosario (Áncash)                        | 1       | 2014                         |
| Sport Chavelines (La Libertad)                | 1       | 2014                         |
| El Tumi (San Martín)                          | 1       | 1999                         |
| San Juan (Ucayali)                            | 1       | 2000                         |
| Atlético Minero (Lima)                        | 1       | 2005                         |
| Atlético Pucallpa (Ucayali)                   | 1       | 2010                         |
| Alianza Cristiana (Loreto)                    | 1       | 2012                         |
| Somos Aduanas (Callao)                        | 1       | 2001                         |
| Juventud Torre Blanca (Lima)                  | 1       | 2002                         |
| San José (Ica)                                | 1       | 2004                         |
| Municipal de Acoria (Huancavelica)            | 1       | 2008                         |
| Sport Huamanga (Ayacucho)                     | 1       | 2008                         |
| Frobel Deportes (Ayacucho)                    | 1       | 2009                         |
| San Ignacio (Ica)                             | 1       | 2013                         |
| Cultural Hidro de La Oroya (Junín)            | 1       | 1998                         |
| Municipal de El Tambo (Junín)                 | 1       | 1999                         |
| Universitario de Yanacancha (Pasco)           | 1       | 2005                         |
| ADT (Junín)                                   | 1       |                              |
| Juventud Ticlayán ()                          | 1       |                              |
| Alipio Ponce ()                               | 1       |                              |
| ECOSEM ()                                     | 1       |                              |
| Unión Pichanaki ()                            | 1       |                              |
|                                               |         |                              |

1. 1 2 3 4 5 6 7 8 9 10 11 12 13 14 15 16 17 18 19 20 21 22 23 24 25 26 27 28 29 30  título compartido
2. ↑  Subcampeón, ascendido a Primera División
3. 1 2 3  Campeón, ascendido a Primera División

### Campeones de la Copa Perú que no ganaron una liga regional
| Año  | Club            | Clasificación a la etapa nacional |
| ---- | --------------- | --------------------------------- |
| 2005 | José Gálvez     | Subcampeón de la Región II        |
| 2009 | León de Huánuco | Subcampeón de la Región V         |
| 2011 | Real Garcilaso  | Subcampeón de la Región VIII      |

## Títulos por liga departamental
| Liga Departamental | Títulos | Clubes campeones (títulos)             |
| ------------------ | ------- | -------------------------------------- |
| Loreto             | 8       | CNI de Iquitos (5), Deportivo UNAP (3) |
|                    |         |                                        |
|                    |         |                                        |